# Кьонга
Кьо́нга (рос. Кёнга) — село у складі Бакчарського району Томської області, Росія. Входить до складу Парбізького сільського поселення.

## Населення
Населення — 115 осіб (2010; 199 у 2002).
Національний склад (станом на 2002 рік):
- росіяни — 93 %